# Аида Бутуровић
Аида Бутуровић (Сарајево, 25. децембар 1959 — Сарајево, 25. август 1992) била је библиотекарка у Националној библиотеци у сарајевској Вијећници.

## Биографија
Аида Бутуровић је рођена у Сарајеву 1959. године. Радила је као библиотекарка у сарајевској Вијећници. У време рата у Босни и Херцеговини, налазила се на послу и радила на својој докторској дисертацији. Током рата, када је Вијећница запаљена, у ноћи између 25. и 26. августа 1992. године, Аида је била једна од особа које су покушавале да спасу књиге. Изгорело је око 90% књига, међу којима су многе биле једини примерци, али је Аида са колегама и грађанима покушала да спаси што више. На повратку кући погодио ју је гелер гранате и том приликом је погинула. Њен допринос као библиотекарке у време рата се цени широм света, што је изазвало поштовање од стране њених колега и колегица.